# Вишня Вулетич
Вишня Вулетич (нар. 7 січня 1982) — колишня сербська тенісистка. Найвищу одиночну позицію світового рейтингу — 648 місце досягла 7 травня 2001, парну — 280 місце — 11 червня 2001 року. Завершила кар'єру 2009 року.

## Фінали ITF
| Легенда         |
| --------------- |
| турніри $10,000 |

### Парний розряд: 3 (1–2)
| Результат | Ранг | Дата           | Турнір             | Покриття | Партнерка       | Суперниці                      | Рахунок  |
| --------- | ---- | -------------- | ------------------ | -------- | --------------- | ------------------------------ | -------- |
| Перемога  | 1.   | 25 червня 2000 | Істон, США         | Тверде   | Катріна Німмерс | Вітні Лайго Дженет Вокер       | 6–4, 6–4 |
| Поразка   | 2.   | 4 серпня 2002  | Дублін, Ірландія   | Трава    | Ребекка Ранкін  | Анна Говкінс Ніколь Кріз       | 2–6, 5–7 |
| Поразка   | 3.   | 1 червня 2003  | Кампобассо, Італія | Ґрунт    | Ана Йованович   | Ліенн Бейкер Катерина Кожокіна | 1–6, 1–6 |